# ماسايا شيباياما
ماسايا شيباياما (باليابانية: 柴山 昌也) (مواليد 2 يوليو 2002) هو لاعب كرة قدم ياباني.

## وصلات خارجية
- ماسايا شيباياما على موقع رابطة كرة القدم اليابانية للمحترفين (اليابانية)
- ماسايا شيباياما على موقع قاعدة بيانات كرة القدم.إي يو (الإنجليزية)
- ماسايا شيباياما على موقع Soccerway.com (الإنجليزية)
- ماسايا شيباياما على موقع عالم كرة القدم.نت (الإنجليزية)